# Sergueï Ivanov (sculpteur)
Pour les articles homonymes, voir Sergueï Ivanov.
Sergueï Ivanovitch Ivanov (Сергей Иванович Иванов), né en 1828 et mort le 17/30 octobre 1903 à Moscou, est un sculpteur russe,,.

## Biographie
Ivanov grandit dans un orphelinat de Moscou jusqu'en 1838. Il étudie de 1847 à 1854 à l'École de peinture, de sculpture et d'architecture de Moscou, disciple de Nikolaï Ramazanov,. Il obtient une bourse d'études de la part de la Société moscovite des amis des arts pour voyager en Europe en 1862.
Ivanov est nommé en 1854 académicien de l'Académie impériale des beaux-arts pour sa statue de marbre, Jeune garçon baigneur. Il succède à Ramazanov en 1863 comme professeur de sculpture à l'École de peinture, de sculpture et d'architecture de Moscou. Il a réalisé nombre de statues, de groupes sculptés et de bustes de poètes (Ivan Krylov...) et d'acteurs (Sergueï Choumski, Vassili Jivokine, Nikolaï Sadovski...) connus; mais il participait rarement à des expositions ouvertes au public. L'on peut citer Le Petit Pêcheur napolitain au coquillage, L'Apôtre saint André (pour le musée d'Histoire de Moscou), Le Baiser de Judas, Le Garçon à cheval, L'Amour maternel, Tigre mordant le cou d'un cerf, ou encore Lionne et ses petits. L'on peut distinguer parmi ses élèves Anna Goloubkina et Sergueï Konionkov.

## Quelques œuvres

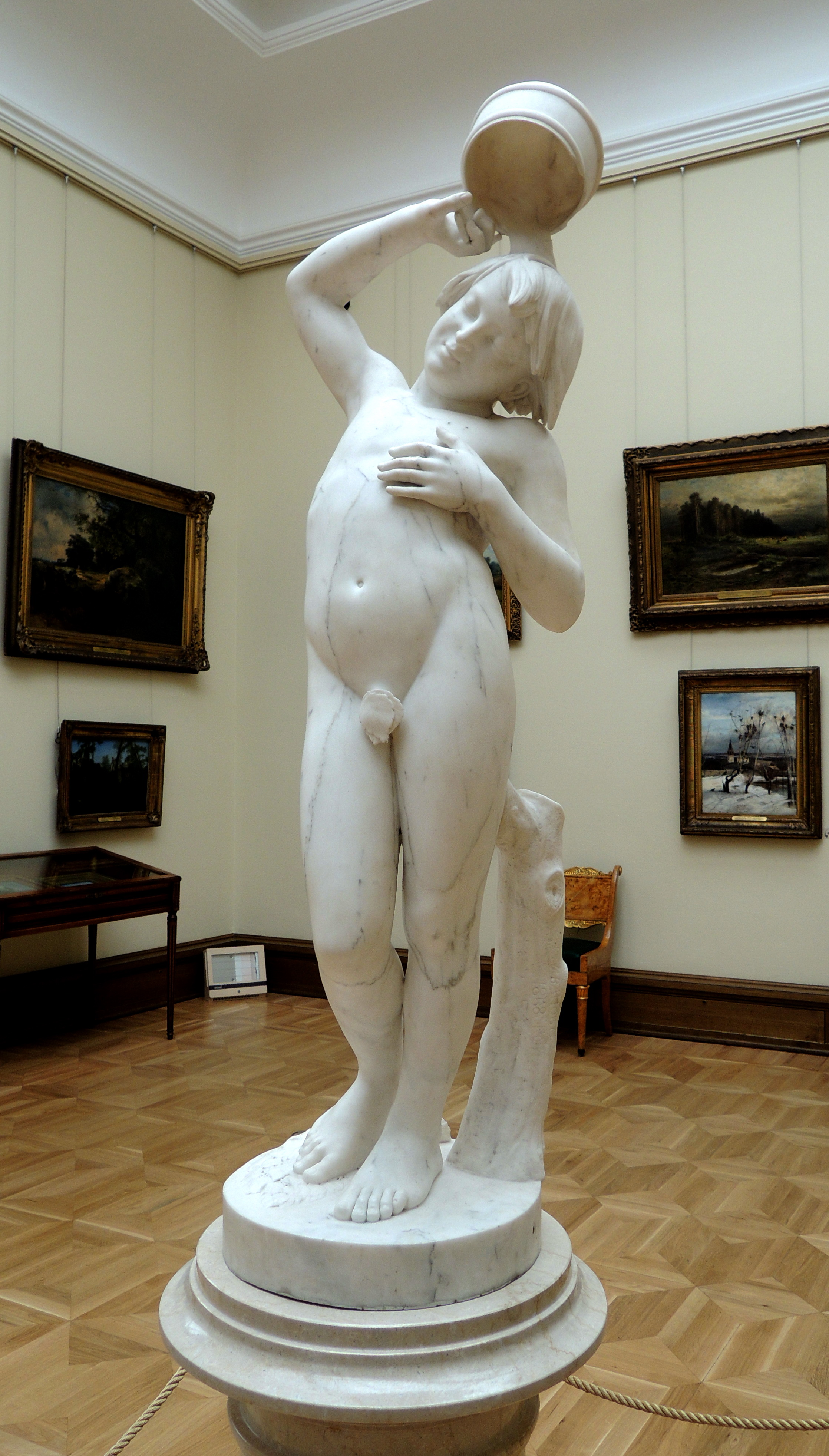
Jeune baigneur (Galerie Tretiakov)
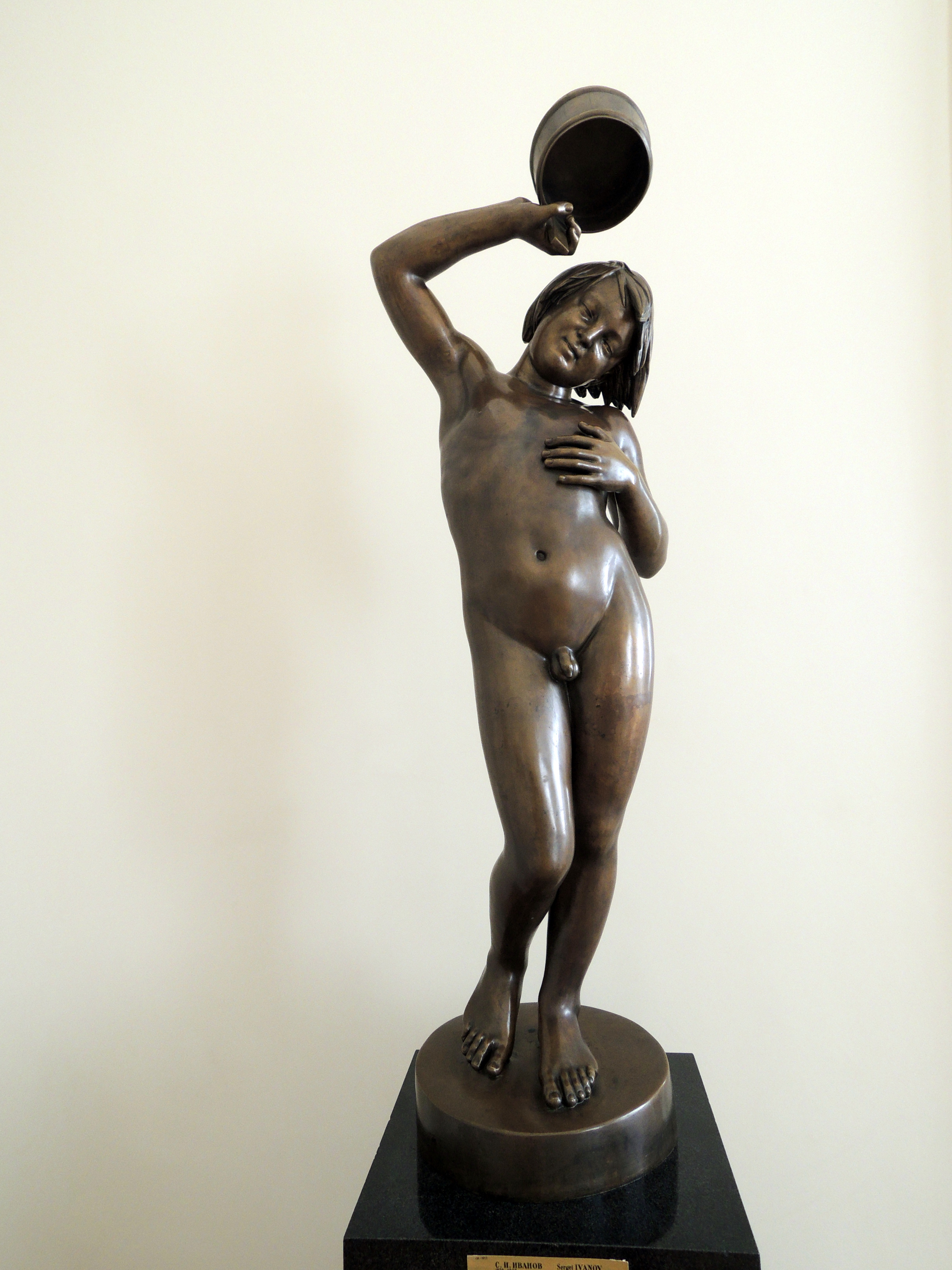
Jeune baigneur (Musée Russe)